# Robert T. McCall

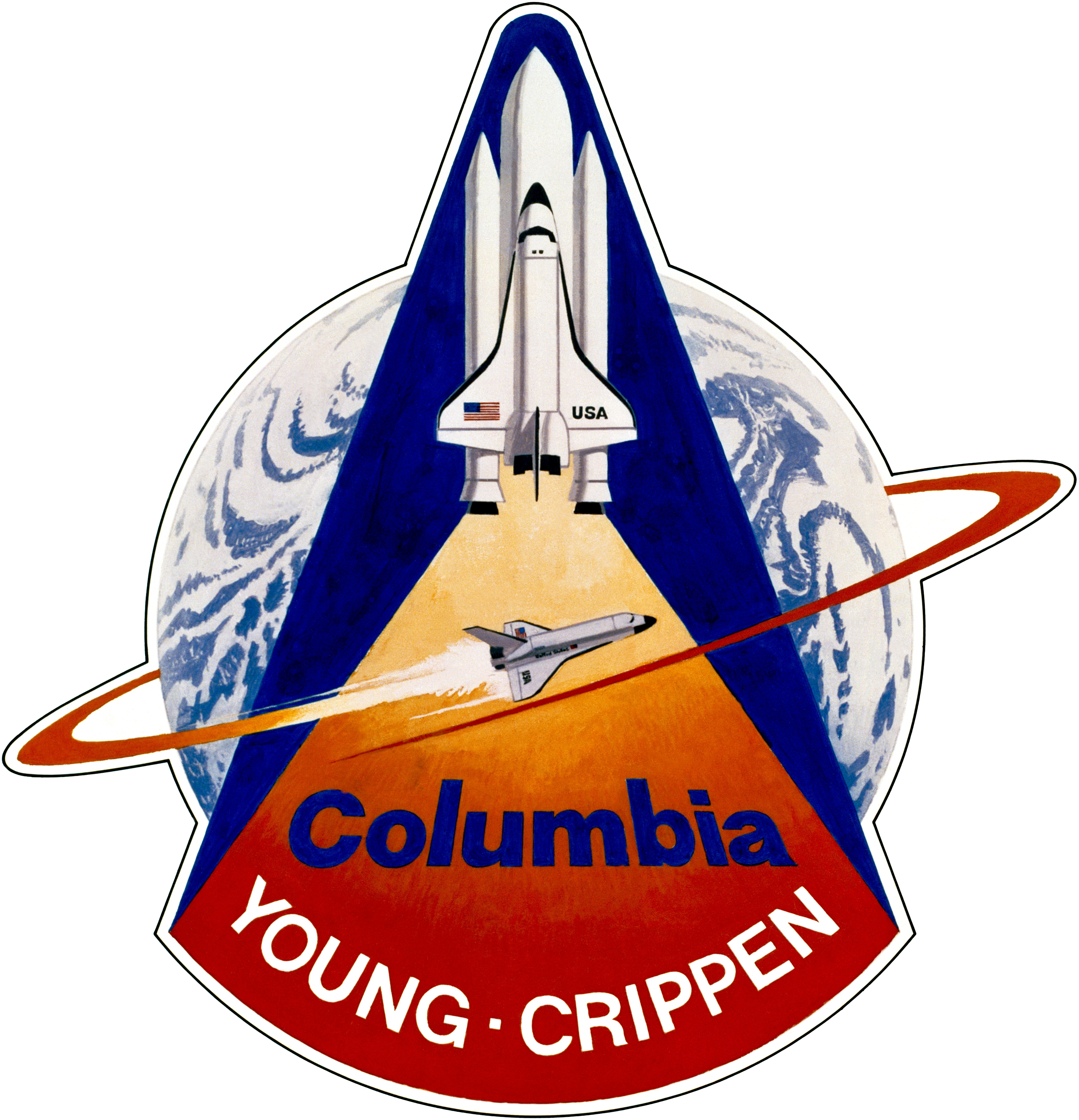
STS-1 Missionspatch

Robert Theodore McCall (* 23. Dezember 1919 in Columbus, Ohio; † 26. Februar 2010 in Scottsdale, Arizona) war ein US-amerikanischer Maler. McCall wurde vor allem durch seine Raumfahrtmotive bekannt.

## Leben
Nach der High School besuchte McCall die Columbus Fine Art School, eine Kunsthochschule in Columbus, für die er ein Stipendium erhalten hatte. Während des Zweiten Weltkrieges diente er in der United States Army Air Forces als Ausbilder für die Crewmitglieder der Bomber. Nahe Albuquerque, New Mexico stationiert, lernte er dort seine spätere Frau kennen, die an der University of New Mexico studierte. Nach dem Krieg zogen McCall und seine Braut nach Chicago, wo er sein Geld mit dem Illustrieren von Werbung verdiente. 1949 gingen McCall und seine Frau nach New York City. McCall begann nun Zeitschriftenartikel, was auch Science-Fiction in Pulp-Magazinen umfasste, zu illustrieren. Er arbeitete unter anderem für Life, The Saturday Evening Post und Popular Science.
1957 zog er nach Cape Canaveral in Florida, um dort zeichnerisch für die United States Air Force tätig zu werden. Durch seine Arbeit als Freier Mitarbeiter für Life wurde die NASA auf ihn aufmerksam. Diese startete 1962 ein Programm, ihre Missionen mit Hilfe von Künstlern der Bevölkerung näherzubringen. McCall war hierbei unter den ersten drei Malern, die dafür ausgewählt wurden. Die anderen beiden waren Mitchell Jamieson und Andrew Wyeth, wobei Wyeth ablehnte.
Während seiner Karriere schuf er hunderte Bilder, eine Vielzahl Missionpatches für die NASA und dutzende Briefmarken für den United States Postal Service. Zu seinen bekanntesten Arbeiten zählen sein Motiv aus der Eingangshalle des Smithsonian’s National Air and Space Museum und Filmplakate zu Stanley Kubricks 2001: Odyssee im Weltraum.
Seit 2007 befinden sich 200 seiner Werke im University of Arizona Museum of Art. McCall starb im Februar 2010 an Herzinsuffizienz. Er war verheiratet und hatte zwei Töchter.